# Thomas Glen-Coats
Thomas Glen-Coats (Paisley, 5 de maio de 1878 — Glasgow, 7 de março de 1954) foi um velejador britânico, campeão olímpico. Ele competiu nos Jogos Olímpicos de Verão de 1908 na classe 12 Metre e conquistou a medalha de ouro na disputa a bordo do Hera com John Downes, John Aspin, John Buchanan, James Clark Bunten, Arthur Downes, David Dunlop, John Mackenzie, Albert Martin e Gerald Tait.
Com a morte de seu pai em 1922, ele se tornou um baronete. Em 5 de abril de 1935, ele se casou com Louise Hugon, filha de Emile Hugon. Em 1938, ela se tornou a candidata liberal em potencial pelo Orkney & Shetland.